# Pietro Porta
Pietro Porta (Valvestino, 5 novembre 1832 – Riva del Garda, 1º giugno 1923) è stato un presbitero e botanico italiano.

## Biografia

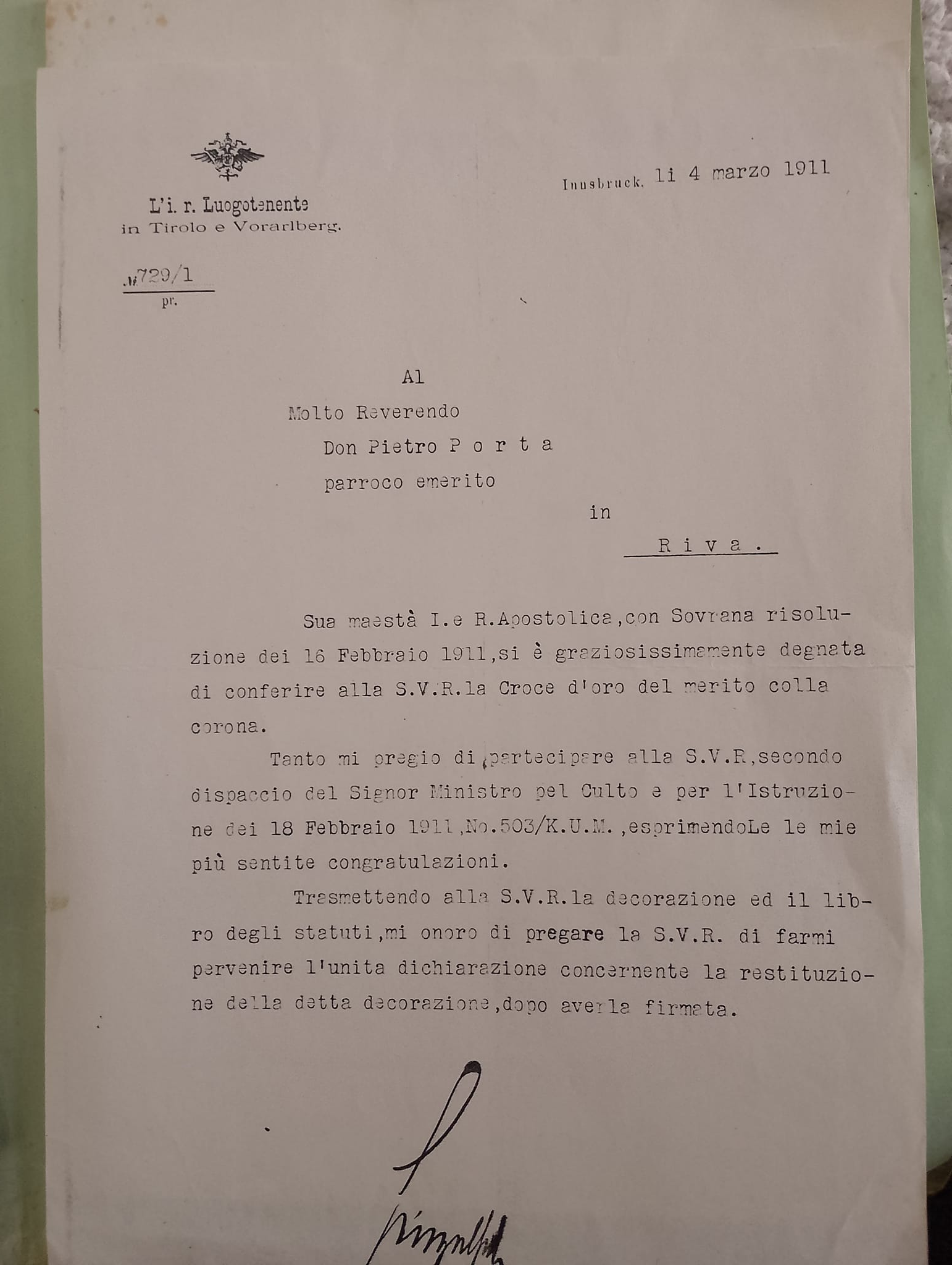
1911. Lettera di conferimento della Croce d'oro al merito con corona di Pietro Porta

Nacque nell'ex Comune di Moerna, oggi frazione di Valvestino, il 5 novembre 1832, da Antonio di professione falegname, e Barbara Zenini, cucitrice. Frequentò il ginnasio presso il seminario di Santa Giustina dell'Istituto Lodron di Salò, di Brescia e l'ultima classe dell'Imperial Regio Ginnasio di Rovereto ove sostenne la maturità nel 1852,  allievo del professore don Bartolomeo Venturini. 
Frequentò poi nello stesso anno il seminario teologico di Trento e fu ordinato sacerdote nel 1856. Qui, oltre alla vocazione religiosa, sviluppò la sua passione, che lo accompagnerà per tutta la vita, per la botanica. In quel periodo che fece la conoscenza del chierico botanico Luigi Viehweider (1831-1860), del barone Franz Hausmann di Bolzano, autore di un saggio sulla "Flora von Tirol", e di don Roperto Huter (1834-1919) di Karls. Nel 1854, mentre era studente del secondo corso di teologia, entrò in contatto con Francesco Ambrosi (1821-1897), botanico originario di Borgo Valsugana.
Cooperatore in Vallarsa, nel 1860 passò come capellano a Daone nelle Giudicarie. Alla fine del 1863 fu trasferito a Bollone nella nativa Valvestino, entrando in contatto con il botanico Gregorio Rigo (1841-1922) di Torri del Benaco. Nel 1868 fu insegnante e vice rettore del Convitto seminario di Santa Giustina a Salò diretto da don Giacomo Stefani di Magasa. In Val Vestino rimase fino al 1870 quando fu trasferito a Locca in Val di Ledro con l'incarico anche di maestro di scuola. Nel 1886 fu trasferito a Cologna, mentre nel 1896 passò a Strada, oggi frazione di Pieve di Bono-Prezzo nelle Giudicarie, come cappellano del locale nosocomio fino al febbraio del 1898.
Nel 1898 si trasferì a Riva del Garda, rimanendovi fino allo scoppio della prima guerra mondiale, quando fu costretto a rifugiarsi a Novale di Vipiteno, ospite dell'amico Huter. Qui rimase per due anni, per poi fare ritorno a Cologna per un anno intero. Con il passaggio del Trentino al Regno d'Italia nel 1918 fece definitivamente ritorno a Riva del Garda. Vecchio e quasi cieco, dedito alla cura dei compaesani con le piante medicinali, subì nel 1922 un'intimidazione di alcuni fascisti rivani.
Morì il 1º giugno del 1923 all'età di 91 anni.

## Il botanico

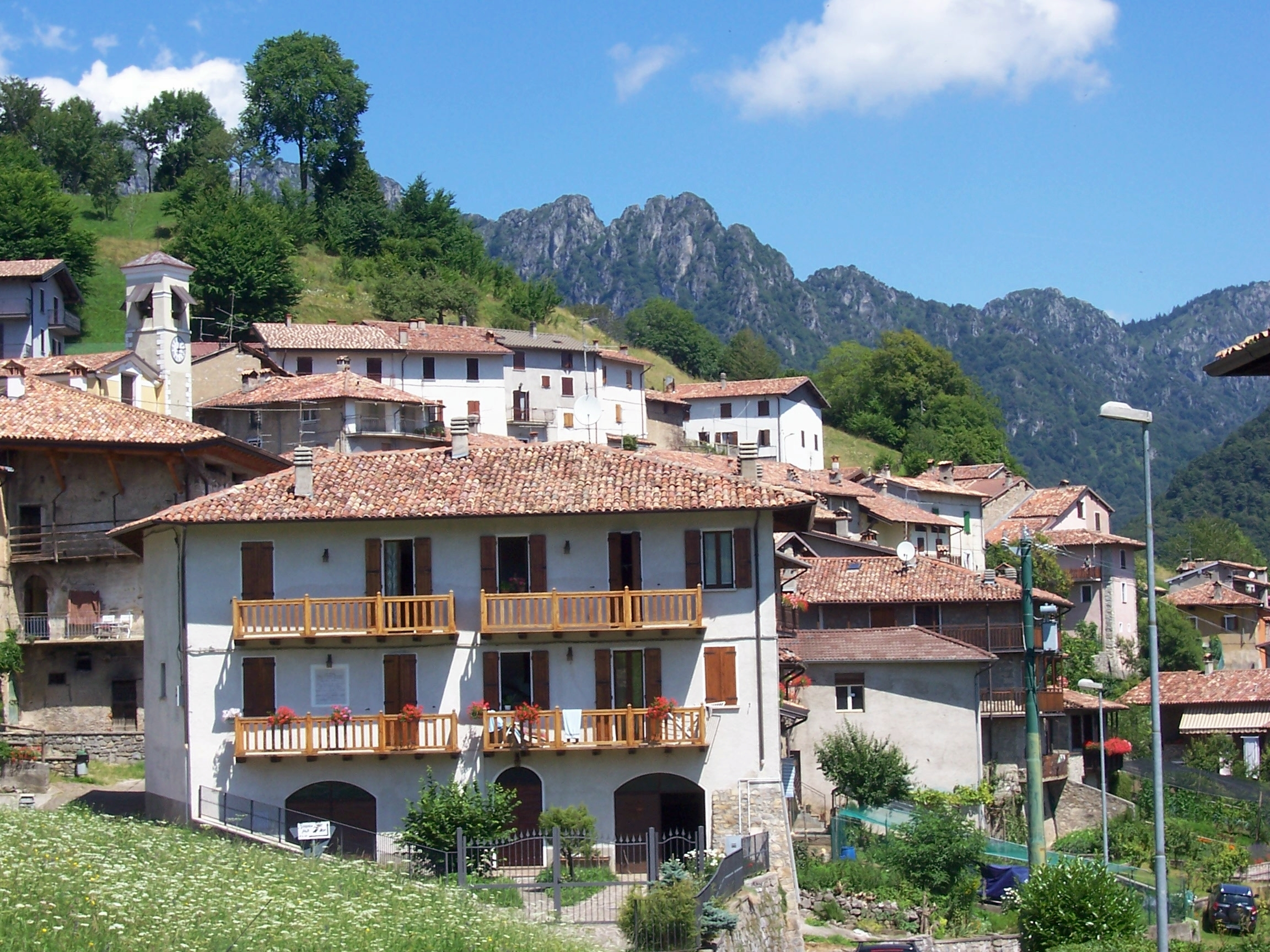
Moerna di Valvestino. In primo piano la casa natale di don Pietro Porta

Perfezionatosi nella ricerca sugli ibridi delle Primule e dei Cirsi, strinse relazioni epistolari con famosi botanici e professori universitari in Italia, Francia, Germania e Inghilterra, come Filippo Parlatore professore e prefetto dell'orto botanico di Firenze, Renato Pampanini, Karl Heinrich Koch, Anton Kerner von Marilaun, Heinrich Moritz Willkomm, Richard von Wettstein, Chabert e Francesco Ambrosi. Pur non essendo iscritto alla Società Botanica Italiana di Firenze, contribuì con gli scritti delle sue spedizioni al Giornale botanico italiano.
Don Porta ha lasciato cinque erbari che testimoniano la sua attività di botanico. Al Museo Diocesano di Scienze Naturali "G. Bresadola", presso il Collegio Arcivescovile di Trento, sono attualmente conservati tre collezioni: la più consistente è costituita approssimativamente da 40.000 campioni, raccolti nell'arco di 70 anni, provenienti da tutta Europa; le altre due raccolgono invece specie del Trentino meridionale. Gli altri erbari di don Pietro Porta sono conservati uno al MUSE e l'altro al Museo Civico di Riva del Garda.

### Elenco delle principali spedizioni

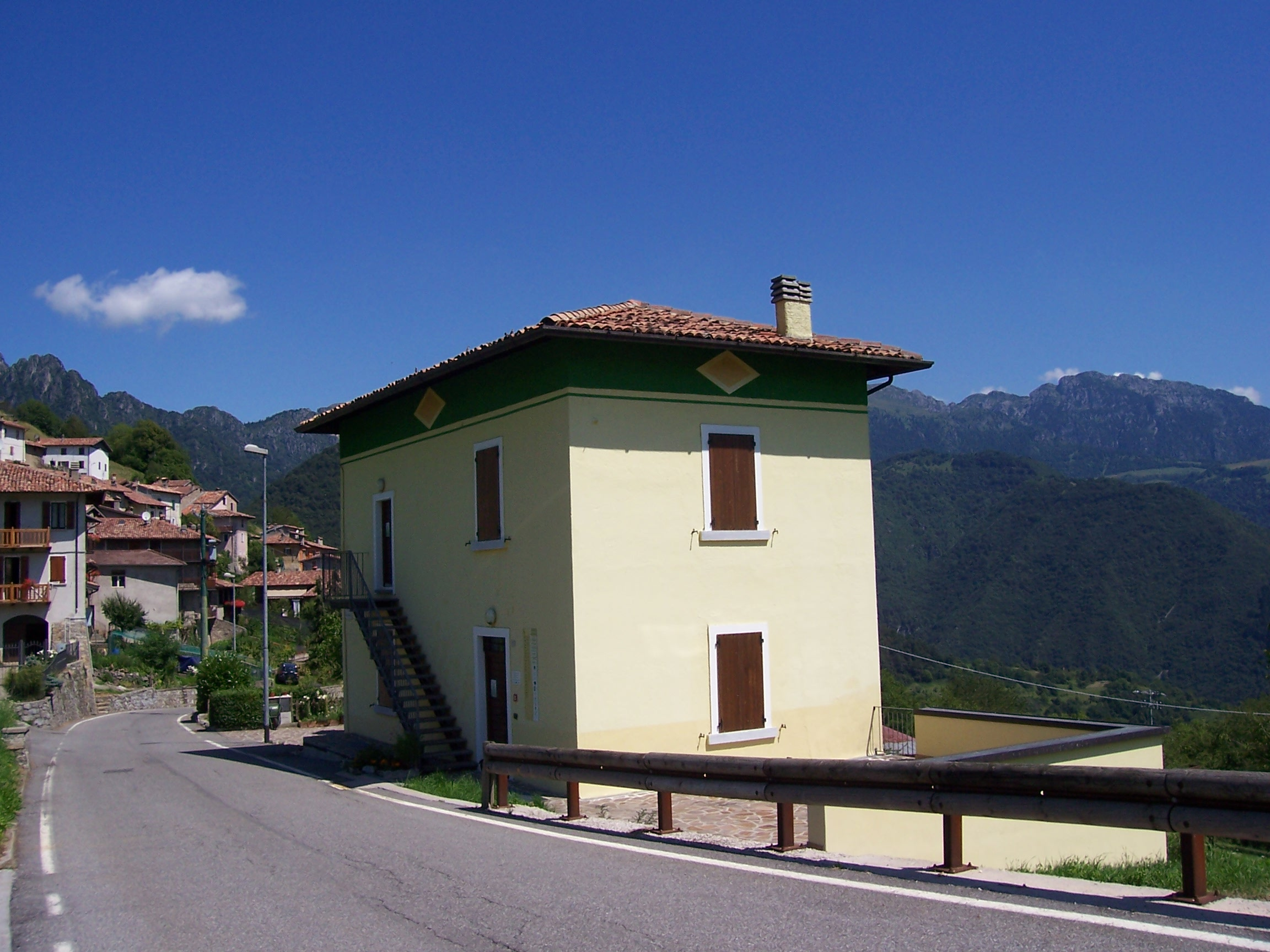
Moerna. Il museo botanico "Don Pietro Porta" inaugurato nel 2007

1. 1863-1870 in Val Vestino, sul monte Tombea e nel Bresciano;
2. 1873 in Carnia con Huter;
3. 1874 per cinque mesi in Abruzzo con Rigo;
4. 1875 sempre con Rigo e il padre Antonio in Puglia e in Abruzzo;
5. 1877, con Rigo e Huter, in varie regioni dell'Italia centro meridionale (Calabria, i dintorni di Taormina e Messina, Basilicata meridionale, Molise e Abruzzo) dalla primavera al mese di agosto;
6. 1879 con Huter e Rigo in Spagna;
7. 1885 con Rigo nelle isole Baleari;
8. 1890, 1891 e 1895 nella Spagna meridionale nuovamente con Rigo;
9. 1915-1917 sulle Alpi Breonie in provincia di Bolzano

## Encomi
- Il 23 settembre del 1875, a Trento, all'Esposizione Regionale d'Agricoltura e delle Industrie attinenti promossa per cura dal Consorzio Agrario trentino riceve dal giurì la medaglia d'argento per la collezione di piante disseccate.
- Nel 1888 fu insignito del titolo onorifico di socio dell'Accademia Roveretana degli Agiati.
- Socio del Museo Civico di Rovereto.
- Il 4 marzo del 1911 l'imperatore Francesco Giuseppe d'Asburgo gli conferì la Croce d'oro al merito con la corona[1].

- Nel 1951 l'Amministrazione comunale di Riva del Garda gli dedicò una strada, mentre il locale Gruppo Micologico assunse a memoria il suo nome. Il Comune di Valvestino pose a ricordo una lapide marmorea sulla facciata della sua casa natale a Moerna, gli dedicò una strada del villaggio e il locale museo inaugurato nell'agosto del 2007.

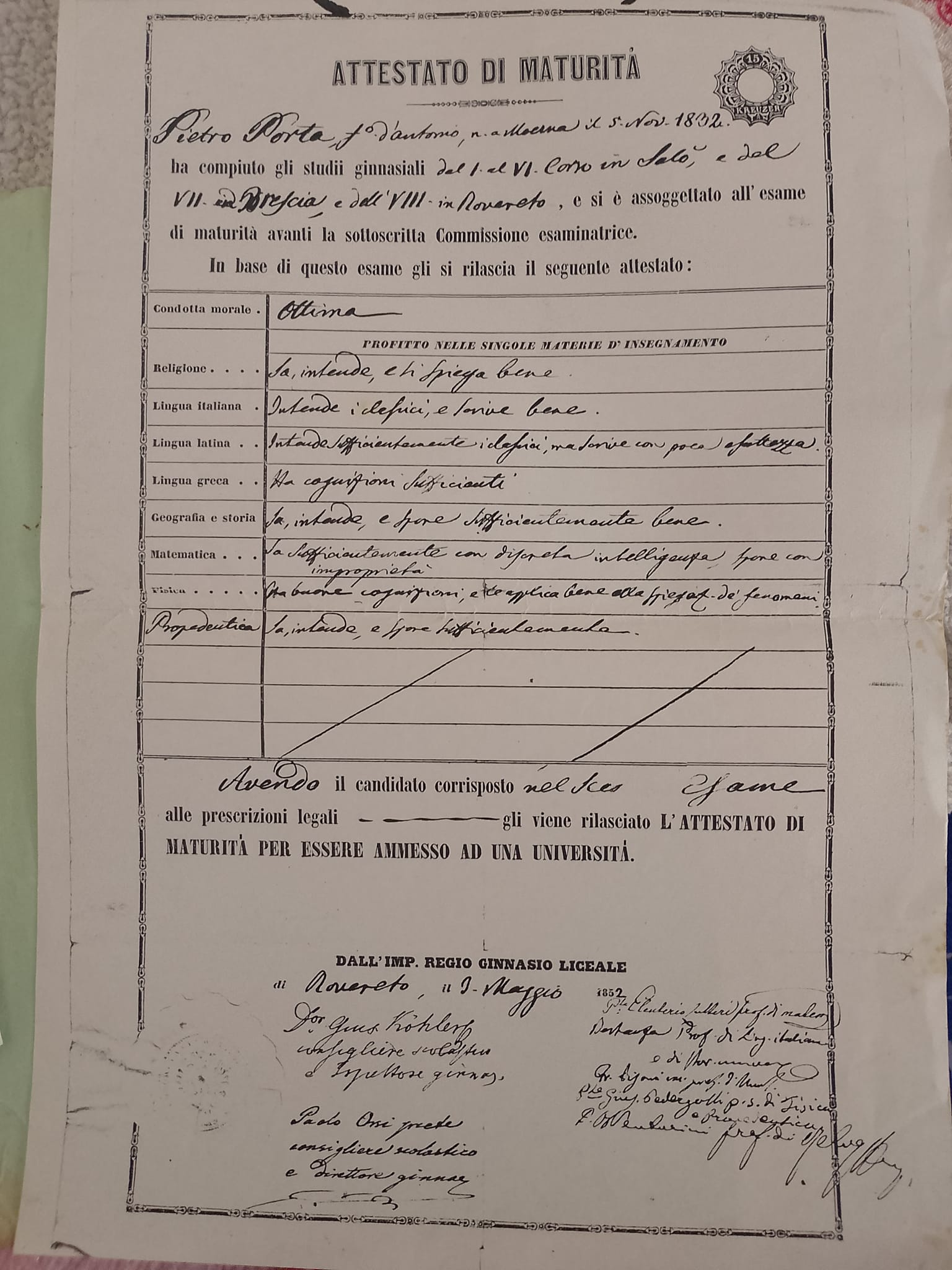
Il diploma di maturità ginnasiale di Pietro Porta del 1852 a Rovereto. Si nota nella commissione esaminatrice la firma del professore Bartolomeo Venturini di Magasa

## Scritti
- Relazione del viaggio botanico in Calabria, in Nuovo Giornale botanico italiano, Firenze 1879.
- Viaggio botanico intrapreso da Huter, Porta e Rigo in Calabria nel 1877, in "La voce cattolica", Trento 1879.
- Stirpium in insulis Balnearium anno 1885 collectarum enumeratio, in Nuovo Giornale botanico italiano, Firenze 1887.
- Sulla distinzione dei generi e delle specie nel regno vegetale. Riflessi, Atti della Accademia degli Agiati, Rovereto 1888.
- Vegetabilia in itinere iberico austro-meridionali lecta, in Atti della Accademia degli Agiati, Anno IX, Rovereto 1891.
- Ad ea quae in supplemento Prodromi florae Hispaniae a dominio Mauritio Wilkomm pubblicata fuit anno 1893 appendix, in Atti della Accademia degli Agiati, Rovereto 1896.
- Appendix florulae nostrae tridentinae finitimisque in regionibus, in Atti della Accademia degli Agiati, Rovereto 1905.
- Critica e rettifica. Rivista Tidentina, Trento, anno VII, Trento 1907.
- Specie nuove, ibridi e varietà scoperte da don Pietro Porta solo o in compagnia degli amici Huter e Rigo, Rivista Tridentina, Trento 1912.
- Le virtù salutari dei vegetali. Introduzione, in Strenna Trentina, Trento 1923.